# سید محمدباقر سخایی
سید محمدباقر سخایی سیاستمدار و دیپلمات اهل ایران است. وی دانش آموخته علوم سیاسی دانشگاه تهران و مدیریت دولتی در دانشگاه علامه طباطبایی است. سخایی دبیرکل سازمان اداری و استخدامی کشور و معاون مالی اداری هیئت دولت محمدعلی رجایی و وزارت امور خارجه در دولت علی اکبر هاشمی رفسنجانی، قائم مقام معاون رئیس‌جمهور در دولت سید محمد خاتمی و سفیر سابق ایران در تونس، امارات و قطر بوده‌است. وی در حال حاضر دبیر بنیاد سعدی است.وی دو مرتبه بین سال‌های ۱۳۶۵ تا ۱۳۶۹ و ۱۳۷۲ تا ۱۳۷۵ سفیر ایران در قطر بود.

## سمت‌ها
- کارشناس امور ادرای در سازمان امور اداری و استخدامی کشور ۱۳۵۶
- مدیر کل کارگزینی و تشکیلات وزارت کشور سال ۱۳۵۸
- معاون اداری و مالی، نخست‌وزیری و رئیس کمیته اجرای قانون استخدام کشوری سال ۱۳۵۹
- معاون وزیر مشاور در امور اجرایی سال ۱۳۵۹
- معاون دبیرکل سازمان امور اداری و استخدامی کشور و رئیس شورای امور اداری کشور سال ۱۳۶۰
- سرپرست سازمان امور اداری و استخدامی کشور سال ۱۳۶۰
- مشاور وزیر و قائم مقام معاون اداری و مالی وزارت خارجه سال ۱۳۶۱
- سر کنسول جمهوری اسلامی ایران در دبی سال ۱۳۶۳–۱۳۶۵
- سفیر جمهوری اسلامی ایران در قطر در سال ۱۳۶۵–۱۳۶۹
- مدیر کل ارزشیابی و بازرسی وزارت امور خارجه سال ۱۳۶۹
- مدیر کل تشکیلات و بودجه وزارت امور خارجه و قائم مقام معاون اداری و مالی سال ۱۳۷۰–۱۳۷۲
- سفیر جمهوری اسلامی ایران در قطر (بار دوم) سال ۱۳۷۲–۱۳۷۵
- معاون طرح و برنامه وزیر کشور سال ۱۳۷۵
- قائم مقام معاون اداری و مالی وزارت امور خارجه و مشاور وزیر سال ۱۳۷۶–۱۳۷۹
- مدیر کل طرح و برنامه و قائم مقام معاون اداری و مالی سال ۱۳۷۹–۱۳۸۱
- سفیر جمهوری اسلامی در تونس سال ۱۳۸۱–۱۳۸۵
- مشاور وزیر و رئیس مرکز نظارت بر روابط خارجی در سال ۱۳۸۱–۱۳۸۶
- معاون اداری مالی وزارت امور خارجه سال ۱۳۸۶–۱۳۸۸
- مشاور در مؤسسه فرهنگی اکو ۱۳۸۸–۱۳۹۰
- معاون اداری و مالی بنیاد سعدی از سال ۱۳۹۱–۱۳۹۶
- دبیر بنیاد سعدی ۱۳۹۶ تا کنون

## جوایز
- چهره ماندگار بنیاد مشاهیر و مفاخر مازندران ۱۳۹۴[۷]
- لوح تقدیر ویژه انجمن روابط عمومی ایران ۱۳۹۳[۸]
- لوح تقدیر شورای عالی امور ایرانیان خارج از کشور ۱۳۸۵[۹]

## تالیف
- یک دهه ماموریت در خلیج فارس
- تحولات اداری و استخدامی در ایران بعد از پیروزی انقلاب و علل کاهش بهره وری در نظام
- مبانی مدیریت نیروی انسانی
- تحولات ساختاری در وزارت امور خارجه
- رجال سیاسی وزارت امور خارجه (با همکاری موجانی، رایزن فرهنگی فعلی ایران در آلمان)